# Улица Академика Оппокова
Улица Академика Оппокова (укр. Вулиця Академіка Оппокова) — улица в Оболонском районе города Киева. Пролегает от улицы Днепроводская до лесной дороги, исторически сложившаяся местность посёлок ДВС.
Нет примыкающих улиц.

## История
Проезд «А» возник в 1950-е годы.  
15 июля 1958 года Проезд «А» преобразован в улицу под названием улица Павлика Морозова — в честь пионера-героя Павла Трофимовича Морозова, согласно Постановлению бюро Киевского городского комитета Компартии Украины и исполнительного комитета Киевского городского совета депутатов трудящихся № 1249 «Про наименование и переименование улиц города Киева» («Про найменування та перейменування вулиць міста Києва»). 
20 декабря 2016 года улица получила современное название — в честь российского и советского учёного-гидролога  Евгения Владимировича Оппокова, согласно Решению Киевского городского совета № 704/1708 «Про уточнение названий, переименование улиц и переулков города Киева» («Про уточнення назв, перейменування вулиць та провулків у місті Києві»). 

## Застройка
Улица пролегает в северном направлении параллельно улице Клары Цеткин, далее сменяется лесной дорогой.
Парная и непарная стороны улицы частично застроены и заняты учреждениями обслуживания (школа) и усадебной застройкой (два дома).
Учреждения:
1. дом № 1 — школа № 18